# Wrangel af Salmis
Wrangel af Salmis var en svensk grevlig ätt, utdöd 1676.

## Kända personer från ätten
- Carl Gustaf Wrangel